# Historiska Kairo

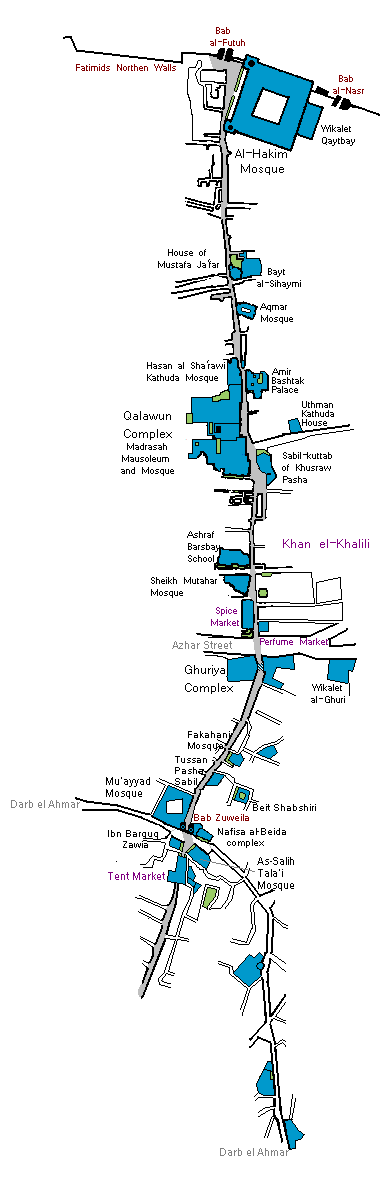
Karta över Muizzgatan i gamla Kairo

Historiska Kairo (även kallat Islamiska Kairo) är de äldsta delarna av centrala Kairo, känd för sina historiskt betydelsefulla moskéer och andra islamska monument.
Området omfattar förutom det ursprungliga Kairo, den gamla huvudstaden Fustat, Ibn Tulun-moskén, Al-Imam ash-Shaf'is nekropol, As-Sayyidah Nafisahs nekropol, Qayitbay nekropol och Kairos citadell, som vakar över området.

## Världsarvet
1979 blev området ett världsarv under namnet Islamiska Kairo. Sedan 2007 har det namnet Historiska Kairo.

## Historia
Under fatamidernas era, grundades Al-Qahira (Kairo) år 969 som den kejserliga huvudstaden för Fatimidernas kalifer, emedan den verkliga ekonomiska och administrativa huvudstaden var den närliggande staden Fustat. 
Efter att Fustat förstörts 1168/1169 för att förhindra att staden kom i händerna på korsriddarna flyttades Egyptens administrativa huvudstad till Kairo och har alltsedan dess varit det. Det tog fyra år för general Jawhar Al Sikilli (Sicilienaren) att uppföra Kairo och för fatimidiska kalifen Al Muizz att lämna sin gamla Mahdia i Tunisien och slå sig ner i fatimidernas nya huvudstad.

## Hot
Stora delar av det historiska området, som är ett av de mest överbefolkade områdena i huvudstaden, är väldigt nedgånget. Utöver detta, sägs i Al-Ahram Weekly, att stölder vid islamiska monument inne i Darb Al-Ahmar hotar områdets bevarande på längre sikt.